# Joaquín Manuel Fos
Joaquín Manuel Fos (Valencia, 1730-1789) fue un industrial sedero valenciano que impulsó la modernización de esta industria en el siglo XVIII.

## Biografía
Fos nació en la calle del Bany del barrio valenciano de Velluters. Allí tenía su residencia y fábrica. Tuvo un origen modesto como prensador de tejidos, pero se integró a la burguesía mercantil de la ciudad mediante sus sucesivos matrimonios con dos hijas de sendos comerciantes acaudalados, Josepa Antonia Escoto y Tomasa Ricord.
Destacó como técnico especializado en la industria de la seda y como comerciante de este tipo de tejidos.
Las innovaciones que conoció en su viaje no sólo las utilizó para la industria de la seda, sino que también las aplicó a otros ámbitos. Así cuando fue alcalde de barrio, estableció en 1770 un cuerpo de vigilantes nocturnos (serenos) e impulsó la instalación de farolas en las calles.
Propuso la implantación de una fábrica de armas blancas para el ejército y tijeras para la industria de paños de Alcoy, que se inauguró en 1777 y para la que proporcionó fondos, modelos y datos, y buscó mano de obra especializada.
Tras su muerte en 1789, fue enterrado en la capilla de la Virgen del Rosario de la iglesia de los Dominicos del convento del Pilar, en la ciudad de Valencia.

## Vida profesional
Para adquirir conocimientos sobre la industria textil, Fos emprendió un viaje que llegó a considerarse extraordinario, durante el cual hubo de adoptar distintas personalidades e incluso llegó a fingir su propia muerte.
Su curiosidad por los secretos de los fabricantes extranjeros le impulsó a emprender una campaña de espionaje industrial en los centros manufactureros más dinámicos de Francia e Inglaterra, donde aprendió las técnicas que le permitieron perfeccionar las manufacturas sederas. El carácter enigmático con el que envolvió su partida, fingiendo una desaparición violenta, y las peripecias que narró sobre el viaje alimentaron una leyenda que se incrementaba, hasta el punto de que en versiones posteriores se amplió el recorrido hasta un total de nueve países donde aparentó identidades diversas, como la de “fastuoso príncipe” en Florencia o “infeliz mendigo” en Francia. Estudió las nuevas técnicas de la industria textil en Lyon  y mencionó haber viajado por varios países de Europa, Oriente Próximo y América.
Estando al servicio de la Junta de Comercio de Valencia, en 1773 ejecutó una importante gestión ante la corte para conseguir que las cintas distintivas de la Real Orden de Carlos III, que este acababa de instituir, se fabricaran en Valencia.
Las relaciones que estableció en estas gestiones en la corte contribuyeron a su designación como inspector general de las fábricas de seda de Valencia el 28 de septiembre de 1777, lo que le otorgaba amplias facultades de regulación y dirección del sector.
En el ejercicio de este cargo, llevó a cabo una polémica iniciativa al interpretar de forma restrictiva las medidas ambiguas adoptadas en 1778, organizando el 31 de enero de 1784 una especie de auto de fe en la plaza del Mercado de Valencia en el cual se procedió a quemar solemnemente varias muestras de tejidos de seda que no se ajustaban a las ordenanzas existentes. El malestar provocado por este acto de deshonra pública hacia los fabricantes afectados condujo a la apertura de un expediente en la Junta General de Comercio que culminó con la desaprobación del procedimiento seguido por el inspector general el 6 de marzo de 1787. Pese a este incidente, se le considera uno de los más activos difusores de las innovaciones manufactureras contemporáneas extranjeras en España.
Escribió el tratado Instrucción metodica sobre los muerés (Madrid, 1790), dedicado a los moarés.

## Cargos
Fernando VI lo nombró Prensador de la Gran Casa. Fue vocal de la Junta de Comercio de Valencia de 1769 a 1775 e Inspector General de las Fábricas de Seda del Reino de Valencia desde 1777.